# Ambleville, Charente

Ambleville este o comună în departamentul Charente, Franța. În 1 ianuarie 2019 avea o populație de 167 de locuitori.